# Alimentación

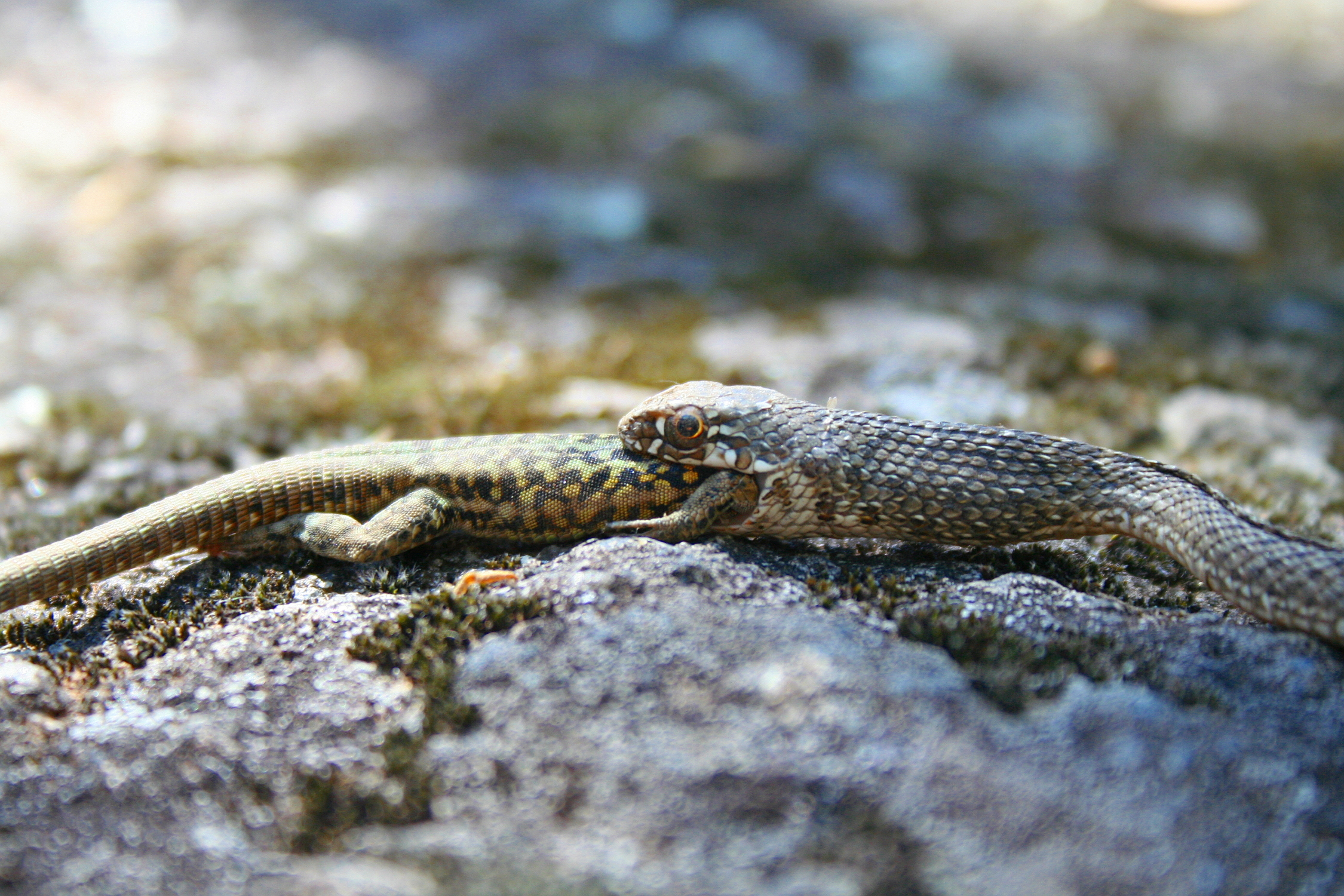
Culebra bastarda (Malpolon monspessulanus) alimentándose de una lagartija ibérica (Podarcis hispanica).

La alimentación es la ingestión de alimento por parte de los organismos para proveerse de sus necesidades alimenticias, fundamentalmente para conseguir energía y desarrollarse.
En el ser humano, la alimentación de cada persona varía según numerosos factores: gustos, edad, cultura, actividad física, medios económicos o disponibilidad de productos en la región en la que habita.[cita requerida]

## Enfoque biológico
Los animales y otros heterótrofos deben comer para poder sobrevivir, como los carnívoros, que comen a otros animales, los herbívoros comen plantas, los omnívoros consumen tanto plantas como animales, o los detritívoros, que se alimentan de detritos. Los hongos realizan una digestión externa de sus alimentos, secretando enzimas, y que absorben luego las moléculas disueltas resultantes de la digestión, a diferencia de los animales, que realizan una digestión interna.
Las reacciones químicas necesarias para la vida dependen de la aportación de nutrientes. En los organismos superiores estos nutrientes son sintetizados por fotosíntesis (vegetales), o elaborados a partir de compuestos orgánicos (animales y setas). Existen otras fuentes energéticas para los microorganismos: por ejemplo, algunas arqueas obtienen su energía produciendo metano o por oxidación de ácido sulfhídrico o azufre.

### Alimentación vegetal
Las plantas son en su mayoría organismos autótrofos. Son capaces de sintetizar compuestos orgánicos a partir de sales minerales y de la energía solar a través de la función clorofílica o fotosíntesis.

### Alimentación animal
Los animales son organismos heterótrofos, dependen de una o más especies distintas para su nutrición. Los alimentos son transformados en nutrientes mediante la digestión. El régimen alimentario, ya sea carnívoro o herbívoro, tiene una gran influencia en el comportamiento animal, y determina su condición de depredador o presa en la cadena trófica. Pueden tener un comportamiento alimentario omnívoro o más específico, como folívoro, piscívoro, carroñero, nectarívoro, saprófago, etc. Tal como otros animales, el hombre depende de su ambiente para asegurar sus necesidades fundamentales de alimento.